# Zygopabstia
Zygopabstia là một chi thực vật có hoa trong họ Lan.